# Petrochelidon rufocollaris
A Petrochelidon rufocollaris a verébalakúak (Passeriformes) rendjébe, ezen belül a fecskefélék (Hirundinidae) családjába és a Petrochelidon nembe tartozó faj. 12 centiméter hosszú. Ecuador és Peru Csendes-óceáni partvidékén él, 2000 méteres tengerszint feletti magasságig. Rovarevő. Januártól augusztusig költ.

## Alfajai
- P. r. aequatorialis (Chapman, 1924) – délnyugat-Ecuador;
- P. r. rufocollaris (Peale, 1848) – nyugat-Peru.

## Fordítás
- Ez a szócikk részben vagy egészben  a   Chestnut-collared swallow című angol Wikipédia-szócikk fordításán alapul.  Az eredeti cikk szerkesztőit annak laptörténete sorolja fel. Ez a jelzés csupán a megfogalmazás eredetét és a szerzői jogokat jelzi, nem szolgál a cikkben szereplő információk forrásmegjelöléseként.